# Fengxiang (Luobei)
Die Großgemeinde Fengxiang (chinesisch 凤翔镇, Pinyin Fèngxiáng Zhèn) ist der Hauptort des Kreises Luobei der bezirksfreien Stadt Hegang  in der nordostchinesischen Provinz Heilongjiang. Fengxiang zählt 42.109 Einwohner (2000).